# مونتيسكانو (بافيا)
مونتيسكانو (بالإيطالية: Montescano)‏ هي بلدة تقع في مقاطعة بافيا بإقليم لومبارديا في شمال إيطاليا. تبلغ مساحة هذه المدينة 2.4 (كم²)، وترتفع عن سطح البحر م، بلغ عدد سكانها 384 نسمة في عام 2004 حسب إحصاء المعهد الوطني للإحصاء.

## السكان
في سنة 1861 بلغ عدد السكان 371 نسمة، وتطور العدد ليصل في سنة 2011 لـ 383 نسمة.
يظهر هذا المخطط البياني تطور النمو السكاني لـ مونتيسكانو (بافيا)

## وصلات خارجية
- الموقع الرسمي